# Guerre greco-puniche
Vengono definite guerre greco-puniche, o anche guerre siciliane, i conflitti combattuti tra greci e fenicio-punici per il controllo del Mediterraneo occidentale, ed in particolare della Sicilia, tra il 600 e il 265 a.C.
Col tempo divennero sostanzialmente le guerre tra Cartagine e Siracusa, le due città rimaste a contendersi l'egemonia sull'isola sino al 265 a.C., anno dell'arrivo dei romani.

## Rilevanza storica
Il rapporto tra greci e fenici fu tanto antico da influenzare la crescita dei due popoli e della stessa civiltà occidentale. Anche i greci avevano ben chiaro l'apporto culturale dei fenici alla nascita della civiltà minoica, il primo collegamento nella serie delle civiltà europee, tanto da creare uno specifico episodio mitologico imperniato sul ratto di Europa, principessa fenicia figlia del re di Tiro, da parte di Zeus.
Quando le antiche città fenice del Libano passarono sotto il giogo persiano fu chiaro che solo le colonie occidentali avrebbero potuto opporsi alle ondate coloniali elleniche. Fu Cartagine a raccogliere la sfida ergendosi a capofila della cultura fenicia in Occidente. E qui i popoli più importanti prima di Roma si contesero il Mediterraneo.
Le contendenti erano città di prima grandezza nel panorama mediterraneo. Siracusa:
(Erodoto definisce la potenza del tiranno di Siracusa subito prima della battaglia di Imera.)
 Cartagine intorno alla fine del V secolo a.C.: 
(Filisto, Sikelikà.)
Per le guerre furono costruite le più grandi fortificazioni ed ebbe grande impulso la tecnologia della artiglieria da campo. Durante questi lunghi secoli si sviluppò a Siracusa la dittatura, embrione di Stato imperiale in Occidente, antecedente anche a quello macedone. Le guerre furono necessario preludio alla conquista romana della Sicilia, tanto che Plutarco mette in bocca a Pirro (che lascia l'isola dopo il fallito tentativo espugnare la cartaginese Lilibeo) le seguenti parole:
|  |

## Fenici e greci in Sicilia
I greci evitarono per secoli lo scontro coi fenici, fondando le loro colonie al settentrione dell'asse Gibilterra-Sicilia-Cipro. L'equilibrio si ruppe con la fondazione di Cirene (sulla costa africana) e delle colonie siceliote. 

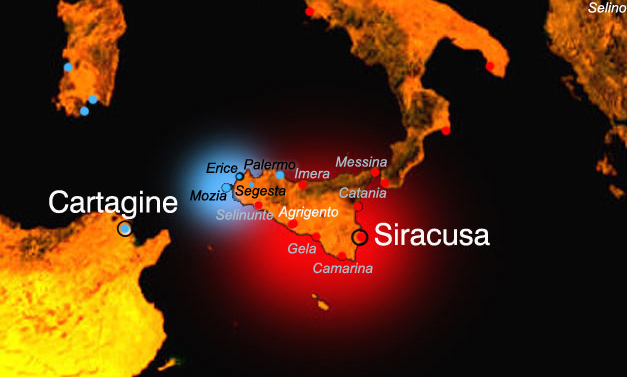
Dislocazione delle principali città fenicio/puniche o filo-puniche (colore blu) e greche (colore rosso).

 A partire dal 735 a.C. molti coloni greci abbandonarono la madre patria per fondare colonie sulle coste siciliane: dapprima sulla costa orientale (Naxos, Katane, Siracusa, Zancle), poi su quella meridionale (Akragas, Gela, Selinunte, Kamarina, Eraclea Minoa) ed infine su quella settentrionale (Himera, Tindari). Alcune di queste divennero vere e proprie metropoli dell'antichità: Siracusa, con i suoi 500 000 abitanti ed i due imponenti porti, la lussuosa e superba Agrigento e la dinamica Selinunte, spiccavano fra le altre per ricchezza e bellezza.
I fenici, apparsi in molti empori costieri in un periodo compreso tra la colonizzazione sicula (1050 a.C. circa) e l'inizio di quella greca, si sentirono da questa minacciati e si spostarono all'estremità occidentale dell'isola, concentrandosi nelle roccaforti di Mozia (Mtv), Palermo (Zyz), Solunto. Qui intrattennero ottimi rapporti con le popolazioni elime di Segesta, Erice, Entella, Iaitas (secondo la tradizione classica esuli troiani, quindi avversi ai Greci).
Gli interessi sugli scali commerciali siciliani e la aggressività colonizzatrice degli elleni portarono i fenici prima ad una crescente diffidenza nei confronti dei greci e poi alla richiesta d'aiuto a Cartagine, l'unica città capace di opporsi alla straripante colonizzazione greca. Cartagine, città fenicia fondata nell'814 a.C., nel V secolo a.C. era ormai una superpotenza ed influenzava da tempo le colonie fenicie di Sicilia controllando di fatto l'intero Mar Mediterraneo occidentale grazie alla potente flotta. Dal VI al III secolo a.C. l'isola di Sicilia, la più grande isola del Mediterraneo, snodo delle vie commerciali tra nord, sud, est ed ovest, divenne quindi il campo di battaglia di greci e punici: il conflitto divenne inevitabile quando le città fenicio-puniche si trovarono gomito a gomito con città di fondazione greca e Cartagine vide in pericolo il suo impero commerciale e il controllo delle rotte verso l'argento e lo stagno della Spagna, di cui aveva il monopolio.

## Prima guerra greco-punica (fase coloniale)
Quella che viene oggi definita prima guerra greco-punica consistette in una serie di battaglie nel golfo del Leone (costa meridionale della Francia), nel mar Tirreno, in Sicilia e nell'Africa settentrionale: Cartagine si oppose con alterna fortuna alla creazione di nuove colonie greche nell'arco temporale di circa settant'anni.

### Battaglia navale di Marsiglia
Il primo scontro avvenne nell'ambito della fondazione di Massalia, l'attuale Marsiglia, intorno al 600 a.C. ed avvenne in mare: i greci misero in fuga le navi puniche.

### Tentativo di Pentatlo
I tentativi di ricolonizzare le isole Eolie da parte di genti dell'Egeo sud-orientale (che si scelsero Pentatlo come condottiero della spedizione) e, dapprima, di creare una colonia greca in territorio fenicio-elimo per poter meglio gestire le rotte con Spagna e Sardegna sfociarono nella battaglia del promontorio di Lilibeo tra le città di Selinunte (greca) e di Segesta (elima filo-cartaginese).
Intorno al 580 a.C. Pentatlo di Cnido, a guida di un numeroso gruppo di Cnidii e Rodii, in prossimità di capo Lilibeo, guidò i greci di Selinunte nel territorio nemico. Vinsero gli elimi e lo stesso Pentatlo venne ucciso. Nel 576 a.C. trattati di pace sancirono la restituzione ai vecchi proprietari delle terre occupate dai selinuntini.

### Spedizione di Malco

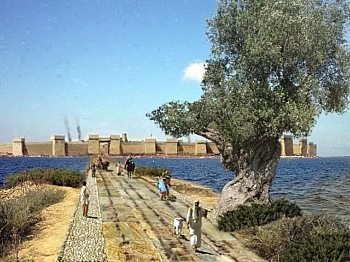
Mozia: ricostruzione del lato nord della città come doveva apparire nel V secolo a.C.

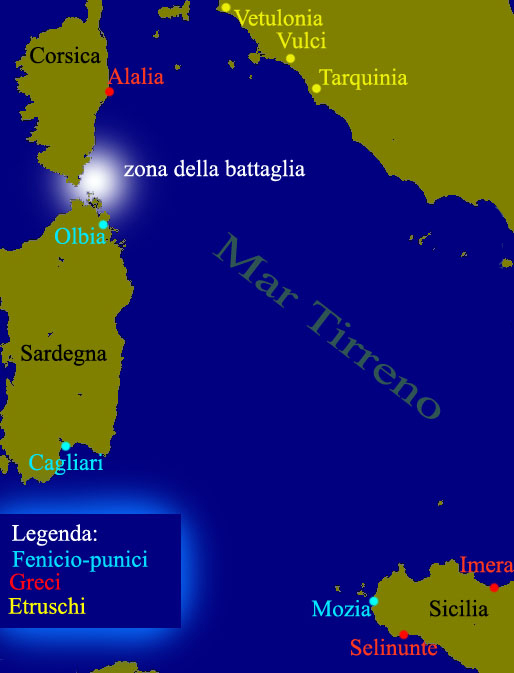
Luogo della battaglia di Alalia.

I cartaginesi fra il 560 a.C. ed il 550 a.C. decisero di inviare in Sicilia il generale Malco al comando di un esercito che riportò successi militari contro i greci dell'occidente siculo. La dimostrazione di forza era stata probabilmente concertata con gli alleati fenici ed elimi di Sicilia col fine ultimo di un consolidamento dell'area in funzione anti-ellenica.
Contemporaneamente, ad Erice ed a Mozia vennero potenziati i sistemi difensivi, irrobustendo le mura secondo la tecnica greca; nella città dello Stagnone in particolare fu creata una cinta di mura della lunghezza di 2375 metri, munite di 20 torri quadrangolari e d'una grande triplice porta sul lato nord.
La spedizione pose di fatto tutte le città elime e fenicie di Sicilia sotto una sorta di protettorato punico.

### Battaglia di Alalia
La battaglia di Alalia rappresentò la fine dell'espansionismo greco nel mediterraneo nord-occidentale. I coloni ionici di Focea avevano fondato nel 565 a.C. Aleria (in greco Alalia) in Corsica; proprio questa città costiera ricevette gli esuli dalla madrepatria nel momento in cui questa cadde nelle mani di Ciro il Grande.
Le marinerie congiunte di etruschi e cartaginesi, tra il 540 a.C. ed il 535 a.C. affrontarono la flotta greca davanti alle coste della Sardegna: fino ad allora padroni dell'alto Tirreno, i due popoli volevano evitare una massiccia colonizzazione di Corsica e Sardegna proveniente dalla Ionia.
La battaglia non ebbe vincitori né vinti, o meglio, seguendo Erodoto, i focesi riportarono una vittoria cadmea che li convinse ad abbandonare la Corsica per dirigersi, con le pentecontere superstiti, verso la Magna Grecia dove si stanziarono ad Elea.

### La colonia di Dorieo
Nel 510 a.C. il principe Dorieo, figlio del re Anassandrida di Sparta, conquistò alcuni territori nella zona di Erice (città elima filo-punica), fondandovi la colonia di Eraclea, forse in prossimità del promontorio del Monte Cofano. I greci ne furono scacciati e lo stesso Dorieo perse la vita ad opera di un esercito di segestani e cartaginesi.

### La battaglia di Imera
Nel 480 a.C. la Sicilia divenne il teatro di una prima grande campagna militare cartaginese, conclusasi tuttavia molto presto con una sconfitta.

Nel 483 a.C. il tiranno di Imera, Terillo, amico di Amilcare Magone, era stato cacciato dalla sua città dal tiranno Terone di Agrigento. Terillo si rivolse, allora, per aiuti a Cartagine, dando come ostaggi ad Amilcare per provargli la propria fedeltà i figli del genero Anassilao.

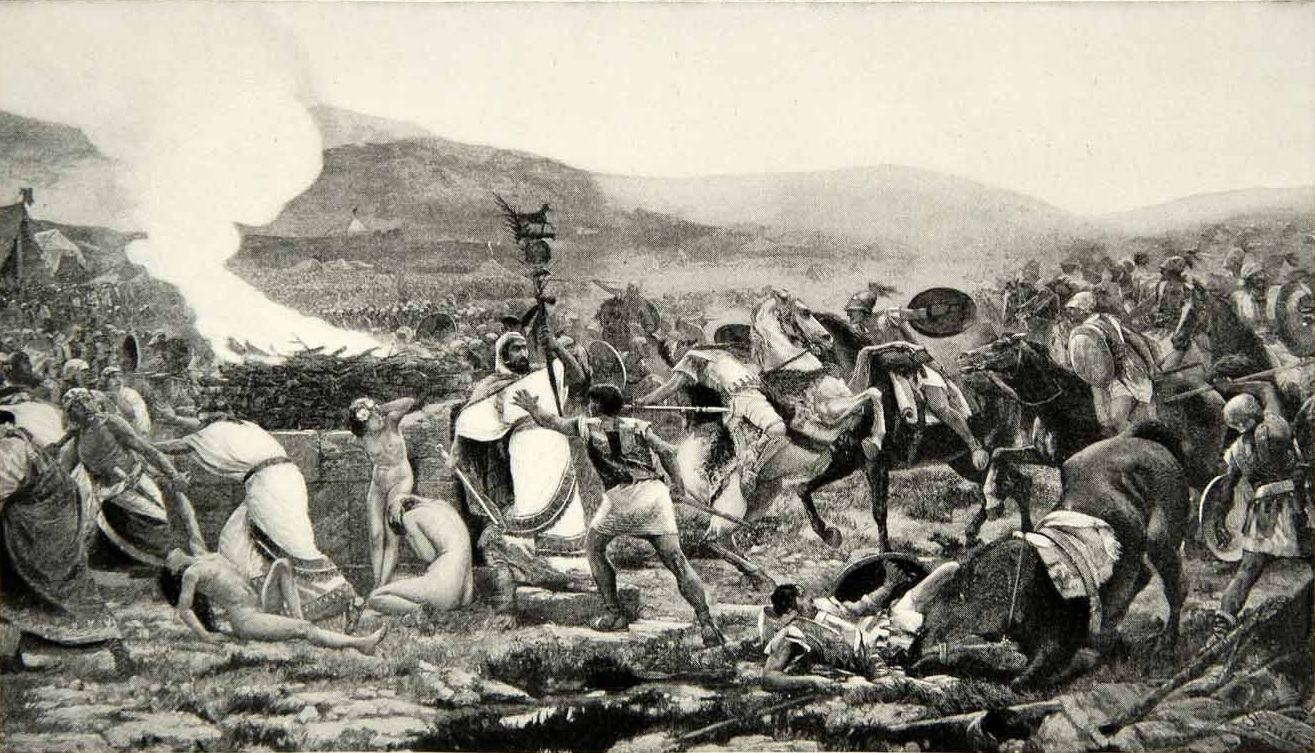
Rappresentazione artistica della battaglia.

I cartaginesi, forse di concerto con i persiani che si apprestavano ad invadere la Grecia, prepararono per 3 anni il più grande esercito che avessero mai formato, al comando di Amilcare Magone: la tradizione ci tramanda il numero, quasi sicuramente esagerato, di 300000 uomini. Probabilmente l'esercito di Amilcare non contava in realtà più di 30000 uomini, un numero comunque superiore alle truppe guidate da Gelone di Siracusa e da Terone di Agrigento (circa 24000 fanti e 2000 cavalieri). La flotta cartaginese invece constava di 200 navi da guerra, proprio come quella di Gelone: la flotta siracusana era infatti la maggiore del mondo greco dopo quella ateniese. Nella navigazione verso la Sicilia, tuttavia, Amilcare Magone soffrì la grave perdita della cavalleria a causa delle avverse condizioni atmosferiche.
Sbarcato a Palermo, l'esercito cartaginese si portò nei pressi di Imera, dove fu pesantemente sconfitto nella battaglia di Imera, in cui lo stesso Amilcare trovò la morte per le ferite o per il suicidio suggerito dalla vergogna.
I vincitori imposero ai vinti il pagamento delle spese di guerra (un'indennità di 2000 talenti, pari a oltre 50 tonnellate di argento) e la clausola di abbandonare l'uso punico di sacrificare bambini agli dei. Cartagine fu gravemente indebolita dalla sconfitta (distruzione della flotta e dell'esercito mercenario) e il vecchio governo, allora nelle mani della famiglia dei Magone, fu sostituito da un regime aristocratico che durò fino alla fine di Cartagine.
Per i successivi settant'anni i Cartaginesi non inviarono ulteriori spedizioni militari in Sicilia.

## Seconda guerra greco-punica
Dopo il 413 a.C., anno della sconfitta di Atene sotto le mura di Siracusa, Segesta, alleata degli sconfitti, cercava altri protettori nei confronti della invadenza di Selinunte, alleata di Siracusa. Cartagine aveva grossi interessi nella punta occidentale sicula e raccolse la richiesta di aiuto degli Elimi, che si erano offerti di diventare membri dipendenti dell'impero cartaginese.
Dopo gli eventi della seconda campagna siciliana la sfera di influenza cartaginese sull'occidente siciliano divenne una vera e propria "epicrazia", configurandosi pienamente in una zona di controllo militare e commerciale.

### Prima spedizione punica

#### Selinunte espugnata
Prima di intervenire con il proprio esercito in aiuto di Segesta, Cartagine compì alcuni tentativi diplomatici nei confronti di Selinunte e Siracusa, ma i selinuntini si dimostrarono intransigenti e non vollero scendere a patti. Nell'attesa di radunare un grande esercito che invadesse in forze la Sicilia, nel 410 a.C. Annibale Magone, nipote di Amilcare Magone, si accontentò di radunare solo 5000 libi e 800 mercenari campani (che si trovavano in Sicilia dopo il fallimento della spedizione ateniese contro Siracusa nel 413 a.C.), con cui ricacciò i selinuntini nel loro territorio.
Nel 409 a.C. Annibale Magone guidò quindi un grande esercito che sbarcò in Sicilia nei pressi del promontorio di Lilibeo. Assaltò poi con violenza Selinunte dopo aver ricevuto aiuti da Segesta e da altri alleati.
La città, che fino ad allora aveva mantenuto rapporti di non belligeranza se non di alleanza con Cartagine, non riuscì a ricevere in tempo aiuti dalle altre città siceliote e fu espugnata dopo nove giorni d'assalto con enormi torri d'assedio: 16000 cittadini furono trucidati e 5000 deportati.

#### Vendetta contro Imera
Il condottiero cartaginese si mosse in seguito con 40000 uomini verso Imera per assediarla; a questo contingente si unirono 20000 sicani e siculi. La città era difesa da circa 4000 greci, in gran parte provenienti da Siracusa. Respinto il primo assalto, gli imeresi tentarono una disperata sortita il mattino seguente, ma furono ricacciati in città con gravi perdite. Nella notte, Diocle (capo dei soccorritori siracusani), temendo che Annibale interrompesse l'assedio per marciare su Siracusa, decise di abbandonare la città e consigliò agli imeresi di fare lo stesso, approfittando dell'arrivo di 25 navi da guerra siracusane richiamate dall'Egeo. Metà della popolazione riuscì a fuggire in tempo sulle navi, ma il giorno seguente i cartaginesi dilagarono nella città uccidendo o facendo prigioniera il resto della popolazione: donne e bambini vennero distribuiti come ricompense fra i soldati, mentre gli uomini, in numero di 3000, vennero torturati e sacrificati sul luogo in cui era stato ucciso Amilcare Magone (nonno di Annibale). La città venne rasa al suolo e non fu mai più abitata.
Sciolto l'esercito, il generale punico tornò a Cartagine portando con sé un immenso bottino.

### Seconda spedizione punica
Nel 406 a.C. Cartagine, usando come pretesto le incursioni del siracusano Ermocrate nelle regioni di Mozia e Palermo, decise di tentare la conquista dell'intera Sicilia, nonostante i cittadini siracusani contrari a Ermocrate fossero ricorsi a negoziati nel tentativo di evitare la guerra. Annibale Magone ripartì, quindi, alla conquista delle città greche della costa meridionale siciliana con un esercito di Libi, Maurusi, Iberi, Fenici, Campani e Numidi..

#### La caduta di Agrigento
I Siracusani, vinta una piccola battaglia navale coi Cartaginesi nei pressi della costa di Erice, intuendo l'imminente spedizione punica inviarono invano richieste d'aiuto alle città greche d'Italia ed a Sparta.

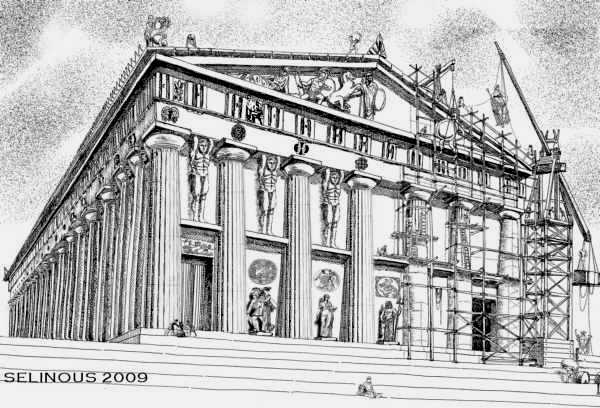
Ricostruzione dell'Olympeion di Agrigento, massimo monumento commemorativo del successo militare di Imera, non ancora completato al momento dell'assedio punico.

Annibale come prima mossa assediò la città di Akragas, cui aveva invano chiesto di allearsi o restare neutrale. Grazie alla posizione difficilmente prendibile (Akragas sorgeva su colline scoscese che erano state fortificate da ciclopiche mura nei punti più vulnerabili) gli Agrigentini respinsero l'attacco e lo stesso Annibale morì in un'epidemia di peste che divampò nell'accampamento cartaginese.
Il vice di Annibale, Imilcone, riuscì a risollevare gli animi nell'accampamento cartaginese, ma dovette fronteggiare l'arrivo di 35000 siracusani in aiuto ad Akragas. I Carteginesi diedero battaglia per intercettare l'esercito siceliota, ma ebbero la peggio e persero 6000 uomini. I generali agrigentini non sfruttarono però l'occasione di rompere l'assedio ed attaccare i Cartaginesi in ritirata.
La situazione si capovolse nuovamente nelle settimane successive, quando una flotta di Imilcone, salpata da Palermo e Mozia, riuscì ad ottenere una grande vittoria contro un convoglio di navi siracusane che portavano provviste ad Agrigento. I mercenari campani e gli alleati greci che difendevano Akragas, giudicando disperata la situazione, decisero allora di abbandonare la città e furono presto seguiti dai civili. La città sguarnita fornì ai Punici un bottino mai visto: dopo sette mesi di assedio, Akragas cadde nel dicembre del 406 a.C.

#### Dionisio I stratega unico; cadono Gela e Camarina
Conquistata Akragas, Imilcone pose l'assedio a Gela. Gli abitanti di Gela resistettero fino all'arrivo di Dionisio I, nuovo tiranno di Siracusa, che era giunto in soccorso con un esercito di circa 30000 fanti, accompagnato da una flotta di 50 navi. Dopo uno stallo di qualche settimana di fronte alle mura di Gela, Dionisio tentò un assalto di sorpresa all'accampamento punico, che venne respinto. Visto il fallimento della sua offensiva, decise di evacuare nottetempo tutta la popolazione di Gela e successivamente anche quella di Camarina, visto che non sarebbe riuscito a difendere nemmeno questa città. Imilcone poté quindi occupare le due città sulla strada di Siracusa senza colpo ferire.

#### Pestilenza e fine della guerra
Arrivato fin sotto le mura di Siracusa, l'esercito cartaginese venne tuttavia colpito da un'epidemia che fece perdere a Imilcone la metà dei suoi uomini e lo costrinse a offrire un trattato di pace (404 a.C.) a Dionisio prima di ritornare a Cartagine: i Cartaginesi avrebbero conservato l'egemonia su sicani ed elimi; le città conquistate potevano essere ripopolate a patto di non erigere mura difensive e pagare un regolare tributo a Cartagine; Leontini, Messina e tutte le altre città siceliote e sicule rimanevano libere di reggersi con proprie leggi. Imilcone tornò trionfalmente in Africa e sciolse il suo esercito.

### La risposta di Siracusa

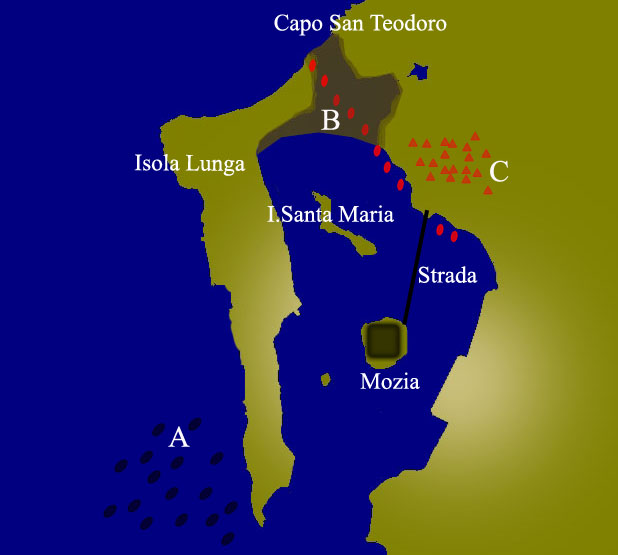
Mappa tattica dell'assedio di Mozia A: Flotta punica di Imilcone; B: lingua di terra oggi scomparsa attraversata dalla flotta di Dionisio trasportata a braccia (il tratto univa capo San Teodoro all'Isola Lunga, allora penisola); C: accampamento di Dionisio.

Subito dopo la partenza dei cartaginesi, Dionisio I cominciò a fare progetti per eliminare la presenza punica dalla Sicilia. Innanzitutto fece costruire a Siracusa un eccezionale apparato difensivo (27 km di mura) il cui fulcro era il castello Eurialo, la più imponente ed evoluta opera difensiva della grecità; inoltre fortificò l'isola di Ortigia, rendendola una fortezza praticamente inespugnabile, in cui era ammessa soltanto la sua guardia del corpo. Nel frattempo ignorò completamente gli articoli del trattato firmato l'anno prima con Imilcone, che garantiva l'autonomia delle città greche di Sicilia, e nel 403 a.C. sottomise Nasso, Catania e Leontini, trasferendone gli abitanti a Siracusa.
Nel 398 a.C., quindi, chiamati a raccolta i reduci dell'invasione cartaginese e allestita una imponente flotta, ruppe il trattato di pace sconfinando con 80000 fanti e 3000 cavalieri nella zona di Erice, città elima dalla quale il tiranno ricevette aiuti militari. Arrivò quindi di fronte alla città fortificata di Mozia, situata su un'isola poco distante dalla costa siciliana e collegata ad essa da una sola strada: gli abitanti distrussero immediatamente la strada per impedire l'assedio. A questo punto anche le città dei sicani passarono dalla parte dei greci, rimanendo di parte punica solo gli abitanti di Selinunte, Palermo, Segesta, Entella ed Ancira, città che subirono la devastazione delle campagne.

#### Assedio di Mozia

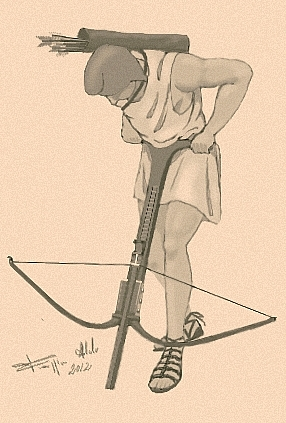
Ricostruzione di gastraphetes, arma usata dai Greci nel 398 a.C. per espugnare la città.

Il capo cartaginese Imilcone cercò di distogliere Dioniso dall'assedio di Mozia con una incursione nel porto di Siracusa; l'incursione portò alla distruzione di diverse navi, ma Dionisio continuò l'assedio di Mozia costruendo un molo di accesso alla fortezza e sfruttando macchine d'assalto di nuova concezione: catapulte e torri d'assedio di sei piani. Imilcone salpò quindi con la flotta da Selinunte ed entrò nella laguna dello Stagnone, dove distrusse molte navi siracusane. Dionisio ebbe l'idea di far trasportare a braccia in mare aperto, fuori dalla laguna, le rimanenti navi attraverso un breve tratto di terra, spiazzando tatticamente il nemico che si trovava a quel punto in parte all'interno della laguna. La mossa temeraria dei Siracusani ed il tiro delle catapulte indussero i cartaginesi a ritirarsi e abbandonare Mozia al suo destino. Dionisio poté così dedicarsi all'assalto di Mozia, che capitolò solo dopo un sanguinoso assedio. I moziesi sopravvissuti furono tutti venduti, ad eccezione dei greci che vi vivevano che finirono crocifissi. Quelli che riuscirono a fuggire fondarono Lilibeo.
Dopo aver lasciato in città una piccola guarnigione di siculi e una flotta comandata dal fratello Leptine per impedire ai cartaginesi di sbarcare un esercito in Sicilia, Dionisio I tornò a Siracusa.

### Terza spedizione punica
Cartagine inviò nuovamente in Sicilia Imilcone al comando di un grande esercito di libi e iberi. Il generale punico fu abile a evitare la flotta di Leptine (che riuscì a intercettarne solo una parte, affondando 50 navi da trasporto con 5000 soldati) e a sbarcare a Palermo. Riprese Erice e Mozia, marciò verso Messina, per impedire che arrivassero aiuti a Dionisio dall'Italia o dalla Grecia, e la espugnò, quindi avanzò verso Siracusa. A questo punto Dionisio tentò di isolare la fanteria di Imilcone dalla flotta che l'accompagnava: Leptine con 180 navi siracusane attaccò la flotta cartaginese (circa 200 navi) al largo di Catania, ma le navi puniche, più leggere ma anche più numerose e meglio manovrate, vinsero la battaglia navale e Dionisio dovette ritirarsi a Siracusa.
Imilcone arrivò così a porre sotto assedio la città, ma per la seconda volta Siracusa fu salvata da un'epidemia che colpì l'esercito cartaginese nell'estate del 396 a.C. Dionisio colse l'attimo di debolezza del nemico per attaccarlo e metterlo in fuga: Imilcone scappò in Africa imbarcando una parte dell'esercito sulle 40 triremi superstiti, il resto dell'armata punica si arrese o fu catturata. Per l'onta Imilcone si lasciò morire di fame a Cartagine. Dionisio allora fece ripopolare Messina, le cui campagne furono oggetto di una nuova incursione cartaginese proveniente dai possedimenti punici guidata da Magone: una nuova vittoria siracusana liberò la zona dello Stretto e costrinse i Cartaginesi alla pace.
Cartagine manteneva le città fenicie, elime e sicane nella Sicilia occidentale, rinunciando a qualsiasi pretesa alle città greche e sicule della Sicilia orientale. Dionisio I poté così dedicare le proprie mire espansionistiche ai danni delle città italiote.

### Battaglie di Cabala e monte Kronion
I Cartaginesi, riorganizzatisi nel periodo in cui Dionisio I combatteva in Italia e prendeva Reggio, nel 382 a.C. tornarono in Sicilia, trovando appoggio fra gli italioti, pronti a sostenere Cartagine per timore dei Siracusani.
Dopo alcuni anni di schermaglie inconcludenti, nel 375 a.C. le truppe cartaginesi furono sconfitte a Cabala, nella parte occidentale dell'isola. Approfittando di una breve tregua, Cartagine riorganizzò l'esercito e nei pressi del monte Cronion o Kronion (chiamato oggi San Calogero: località presso Sciacca, l'antica Terme Selinuntine) stavolta furono i punici guidati dal figlio di Magone a sconfiggere le truppe di Dionisio: i siracusani persero circa 14000 uomini, tra cui anche il fratello di Dionisio I, Leptine.
Le due parti quindi ritennero vantaggioso stipulare un trattato di pace che sanciva che i cartaginesi avrebbero tenuto tutte le città assoggettate (Selinunte, Eraclea Minoa e Terme Selinuntine) ed il territorio di Akragas a ovest del fiume Halykos o Alico (l'odierno Platani), mentre Dioniso si impegnava a pagare le spese di guerra, pari a 1000 talenti. La linea di demarcazione tra Cartagine e Siracusa lungo il corso dell'Alico sarebbe rimasta immutata per circa un secolo.

### Assedio di Lilibeo
Meno di dieci anni più tardi, nel 368 a.C., Dionisio I ritentò l'eliminazione totale dei punici dall'isola: con un esercito di 33000 uomini prese Selinunte, Erice, Entella ed assediò Lilibeo, la città divenuta la nuova roccaforte cartaginese dopo la fine di Mozia. Ma una flotta di 200 navi cartaginesi giunte in soccorso riuscì a sorprendere e sconfiggere una flotta di 130 triremi siracusane presso il porto di Erice, Drepana, ponendo termine all'assedio.

### Dionisio II
Dopo alcuni mesi morì Dionisio I e gli succedette Dionisio II, il quale, pur disponendo di un enorme esercito, essendo meno bellicoso del padre si occupò soprattutto di mantenere il potere messo in pericolo dalla fazione democratica, guidata da Dione e da Iceta di Leontini, che si era alleato segretamente coi Cartaginesi per prendere il potere a Siracusa.

Nel 345 a.C. gli aristocratici siracusani chiesero alla madrepatria Corinto di liberarli dalla tirannide di Dionisio II. Corinto inviò il generale Timoleonte, a capo di una flottiglia di nove navi e di un contingente di 1000 mercenari. Timoleonte riuscì ad eludere la flotta cartaginese che gli impediva di arrivare in Sicilia e a sbarcare a Taormina, che designò come propria base militare. L'obiettivo di Timoleonte, alleatosi al tiranno Mamerco di Catania, era Siracusa, in gran parte controllata da Iceta supportato dai Cartaginesi, mentre Dionisio II resisteva disperatamente nell'isola-fortezza di Ortigia. Timoleonte sconfisse l'esercito di Iceta, tre volte superiore al suo, ad Adranon; dopo la sconfitta Dionisio II si consegnò a Timoleonte e fu da lui esiliato a Corinto. 

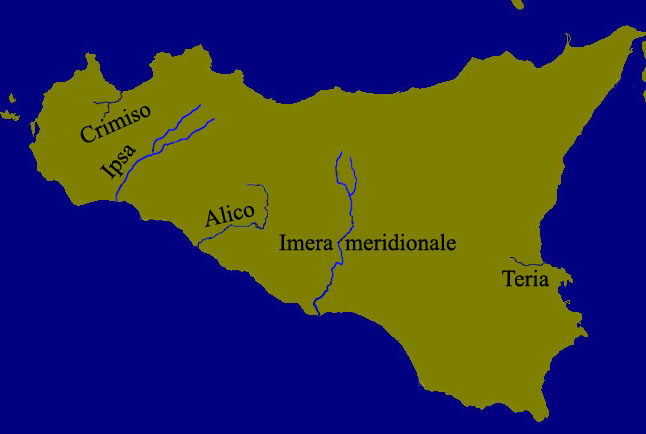
Fiumi di rilievo (nomi antichi).

 Conquistata Siracusa, Timoleonte distrusse le fortificazioni di Ortigia e decretò la democrazia.

### Battaglia del Crimiso
Alleatosi con molte città sicule e sicane, Timoleonte prese Entella e decise di tenere il fulcro delle sue operazioni militari in territorio ostile per non disturbare i territori degli alleati. Nell'estate del 339 a.C., al comando di un contingente inferiore numericamente all'avversario cartaginese, risultò vittorioso in quella che viene ricordata come la battaglia del Crimiso, dal nome del fiume presso cui avvenne. Secondo la versione corrente a questo punto i tiranni sicelioti, opponendosi all'egemonia siracusana, spinsero Timoleonte ad accettare un trattato di pace che, pur rendendo libere tutte le città greche dal giogo cartaginese e vietando a Cartagine di sostenere i tiranni avversi a Siracusa, riportava il confine tra territori punici e greci al fiume Platani, di fatto vanificando la vittoria greca.

## Terza guerra greco-punica

### Imprese di Agatocle
Nel 315 a.C. Agatocle, divenuto tiranno di Siracusa anche grazie all'aiuto cartaginese dopo un periodo di circa venti anni di tranquillità politica e sociale con Timoleonte, fece rientrare nella sua area di influenza la città di Messina ed altre città siceliote come Milazzo, Centuripe e Taormina. Nel 311 a.C. rompendo gli accordi di pace con i cartaginesi (che prevedevano che Cartagine controllasse la Sicilia occidentale fino ai territori di Selinunte a sud ed Imera a nord) conquistò diverse piazzeforti puniche e devastò le campagne di Agrigento, città che ospitava molti esuli di diverse città che gli erano fieramente contrari.

### Battaglia del monte Ecnomo
Nel 310 a.C. Amilcare, nipote di Annone il Navigatore, attraversò il Canale di Sicilia alla guida di un esercito di 14000 soldati al quale si unirono molti uomini delle città alleate siciliane: 45000 soldati si disposero quindi sulla collina di Ecnomo, in prossimità dell'odierna Licata. Agatocle, dopo aver conquistato Gela, attaccò battaglia nei pressi del fiume Imera Meridionale (oggi Salso), ma venne sbaragliato.

### Amilcare II assedia Siracusa
In breve molte città greche si allearono ai cartaginesi, stanche dello strapotere di Agatocle, e Siracusa si ritrovò sotto l'assedio delle truppe di Amilcare. Ma Agatocle, considerando insuperabile dal nemico il possente apparato difensivo della città, raccolse gli uomini per una spedizione apparentemente folle: decise, infatti, di attaccare direttamente Cartagine, che sapeva sguarnita, così salpò nottetempo dall'assediata Siracusa alla volta dell'Africa con la sua flotta di 60 navi da guerra e 14000 uomini.

### Cartagine assediata

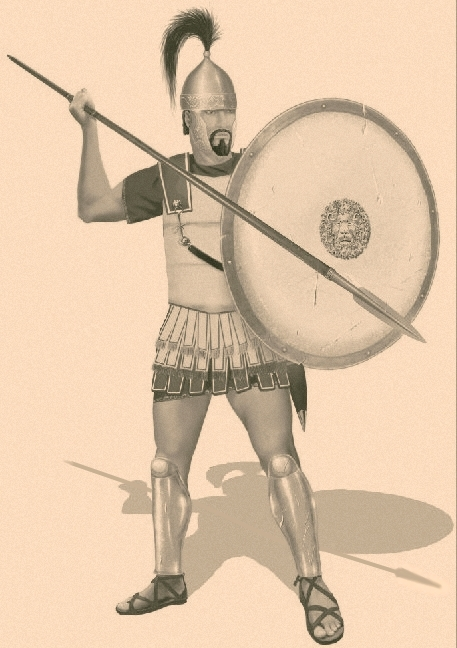
Oplita del Battaglione Sacro cartaginese.

Dopo sei giorni e sei notti di navigazione, sbarcato nei pressi di Cartagine, Agatocle bruciò le navi ed assediò la città. Si verificò così, per la prima volta nella storia, una situazione paradossale, in cui anche gli assedianti furono assediati. I cartaginesi, presi in contropiede da tale mossa ed incapaci di liberarsi da soli dei siracusani a cui si era unito un contingente di 10 000 greci di Cirene, nel 307 a.C. decisero di richiamare gran parte dei loro uomini impiegati in Sicilia. Tanto più che due anni prima, nel 309 a.C., Amilcare II era stato sconfitto fuori dalle mura di Siracusa: catturato dai siracusani, era stato torturato a morte. Dato, quindi, che i cartaginesi si stavano ritirando dalla Sicilia, allentando l'assedio a Siracusa per soccorrere Cartagine, Agatocle, forte dei successi in Africa tra i quali la presa di Utica, fece ritorno in Sicilia con 2000 uomini per fronteggiare una coalizione di città siceliote ribelli capeggiate da Akragas e liberare definitivamente Siracusa. Però in sua assenza la situazione dei greci in Africa andò rapidamente peggiorando e nemmeno il ritorno del tiranno fra le sue truppe (composte da circa 6000 greci, 6000 mercenari celti, sanniti ed etruschi e 10000 libi) le salvò da una serie di sconfitte: l'esercito greco si ammutinò allora ad Agatocle, che fu costretto a fuggire nottetempo in Sicilia. Sconfitto in Africa, ma padrone di buona parte della Sicilia ad eccezione di Agrigento e dei possedimenti punici (il confine era ancora il fiume Alico), Agatocle mise a ferro e fuoco Segesta, rea di non averne soddisfatto le richieste di denaro: molti segestani furono uccisi crudelmente e molti venduti come schiavi, la città cambiò il nome in "Diceopoli"(città giusta). Il tiranno riuscì quindi a strappare gran parte della Sicilia alla sfera di influenza punica, trasformando però l'isola con la sua crudeltà in un luogo di scorrerie e di povertà. Il controverso tiranno morì nel 288 a.C. mentre era intento a costruire una flotta che fosse in grado di riappropriarsi dei traffici marittimi e scacciare i cartaginesi dalla Sicilia.

### Dopo Agatocle
Succeduto ad Agatocle, il tiranno Iceta ottenne una vittoria presso la Sicilia sud-orientale, contro gli agrigentini supportati dai cartaginesi, ma fu da questi sconfitto nel 279 a.C. presso il fiume Terias. Deposto ed esiliato, fu sostituito da Tinione, il quale però dovette difendersi dalle mire di Sosistrato, tiranno di Agrigento, appoggiato da una parte dei cittadini di Siracusa.

## Quarta guerra greco-punica

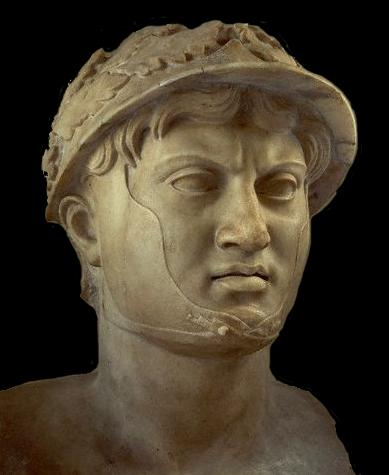
Busto di Pirro di epoca romana, dal Museo Archeologico Nazionale di Napoli.

Anche il passaggio di Pirro in Sicilia può essere annoverato nello scontro tra Greci e Punici. Pirro, impegnato contro Roma, riteneva che il possesso della Sicilia gli avrebbe permesso di accrescere grandemente la propria potenza, consentendogli di imprimere una svolta decisiva anche alla guerra contro Roma. Inoltre era genero di Agatocle, di cui aveva sposato la figlia Lanassa nel 295 a.C. Infine, se avesse rifiutato di accorrere in aiuto delle città siceliote, tutta la sua costruzione propagandistica, fondata sulla difesa della grecità d'Occidente contro i barbari romani o cartaginesi, sarebbe crollata. Nel 279 a.C. il re dell'Epiro, decise, quindi, di assecondare le città greche di Sicilia che gli proponevano di scacciare dall'isola i cartaginesi, che stavano assediando Siracusa (sempre divisa in fazioni rivali) con 100 navi e un potente esercito. L'epirota fu nominato re di Sicilia e vi sbarcò con un esercito composto da una ventina di elefanti, una gran varietà di macchine d'assedio e 10000 soldati, arrivati fino a 37000 grazie ai rinforzi dei sicelioti. Pur non attaccando Messina, rimasta fedele a Cartagine dopo la conquista da parte dei mercenari campani di Agatocle (i Mamertini), distrusse le piazzeforti dei Mamertini e ne uccise gli esattori e nel 277 a.C. catturò Erice, la più munita fortezza filo-cartaginese sull'isola. A ruota seguirono le conquiste di Palermo, Eraclea Minoa ed Azone e la resa di altre città filo-puniche come Segesta, Iaitas e Selinunte nel 276 a.C. Nello stesso anno Pirro aggredì la fortezza di Lilibeo, ma la città, resa inespugnabile dal soccorso cartaginese, resistette all'assedio. La mancata vittoria finale ed il suo dispotismo nei confronti delle città alleate (uccise Tinione e provocò la fuga di Sosistrato), sottrassero a Pirro il sostegno dei sicelioti. Nel 276 a.C. fu quindi costretto ad abbandonare la Sicilia, venendo attaccato nella traversata dello Stretto di Messina dalla flotta cartaginese, che affondò o catturò 70 delle sue 110 navi. Fu questo l'ultimo tentativo di un esercito greco di scacciare i cartaginesi dalla Sicilia.

### Mamertini e Roma
I Mamertini ("figli di Marte"), nutrita compagnia di mercenari campani al soldo di Agatocle, alla morte del tiranno si trovarono improvvisamente senza lavoro. Espulsi dalla popolazione siracusana con l'accordo di lasciare l'isola, anziché lasciare la Sicilia, dopo essere stati accolti a Messina, ne presero stabilmente il controllo con la violenza. I Mamertini controllavano Messina spargendo terrore nei territori circostanti.
Per difendersi dall'attacco del nuovo tiranno di Siracusa, Gerone, nel 265 a.C. chiesero aiuto sia a Roma che a Cartagine. Roma, invocata dai Mamertini minacciati dai Siracusani, vide nell'occupazione di Messina un mezzo per impadronirsi dei commerci nello stretto e anticipò i Cartaginesi nell'entrata in città. La dichiarazione di guerra a Cartagine e la conquista della città da parte di Roma segnarono la fine delle guerre greco-puniche e l'inizio delle guerre puniche. Cartagine ebbe a quel punto in Roma il nuovo fatale nemico, che l'avrebbe superata in organizzazione ed astuzia cacciandola definitivamente dalla Sicilia nel 241 a.C., mentre Siracusa firmò nel 263 a.C. un trattato con Roma e mantenne la parte sudorientale dell'isola, da Taormina a Noto.

### Annotazioni
1. ↑  Con minore attinenza "guerre siciliane"; solo con il nome "guerre greco-puniche" rientra in questa voce, ad esempio, anche lo scontro navale di Alalia.

### Fonti
1. ↑  Durant - La storia della civiltà, vol. II, 1.1.
2. ↑  Erodoto, Storie, trad. Augusta Izzo D'Accinni, 707.
3. ↑  Per lo storico la parte nord-occidentale dell'Africa era parte integrante dell'Europa.
4. ↑  G.E.Di Blasi, Storia del regno di Sicilia, Vol. I, pag. 314.
5. ↑  Siceliota: greco di Sicilia.
6. ↑  Tucidide, La guerra del Peloponneso, VI, 6.
7. ↑  Diodoro Siculo, Biblioteca storica, V, 9, 3.
8. ↑  Erodoto, Storie, I, 170 Archiviato il 30 giugno 2007 in Internet Archive..
9. ↑  Erodoto, Storie, I, 166-167.
10. ↑  Diodoro Siculo, Biblioteca storica, IV, 22-23.
11. ↑  Articolo di M. Vento su Archeomania.com.
12. ↑  Erodoto, Storie, V, 46.
13. ↑  Diodoro (XI, 20, 2)
14. ↑   Silvio Cataldi, ALCUNE CONSIDERAZIONI SU EPARCHIA ED EPICRAZIA CARTAGINESE NELLA SICILIA OCCIDENTALE (PDF), su SCUOLA NORMALE SUPERIORE DI PISA Laboratorio di Storia, Archeologia e Topografia del Mondo Antico. URL consultato il 13 ottobre 2020 (archiviato dall'url originale il 26 agosto 2014).
15. ↑  204000 uomini secondo Eforo e 100000 per Timeo. Cifre precise non si conoscono, ma è probabile che l'esercito di Cartagine fosse superiore a tutti quelli che gli furono inviati contro dai Sicelioti e che contasse 50000 uomini (Warmington 1968, cap. IV).
16. ↑  Non vi esisteva ancora l'omonima città, la cui nascita avvenne dopo la distruzione di Mozia.
17. ↑  Secondo Warmington 1968, cap. III, Annibale Magone si trovava in vantaggio rispetto ai generali greci poiché, dato il carattere mercenario del suo esercito, poteva permettersi di subire gravi perdite umane durante le operazioni d'assedio, cosa che i generali greci, posti a capo di truppe cittadine, dovevano evitare ad ogni costo.
18. ↑  Probabilmente Erice ed Entella.
19. ↑  Diodoro Siculo, Biblioteca storica', XIII, 43-62. Un'azione particolarmente orribile per i greci fu la mutilazione dei cadaveri a opera dei mercenari iberici.
20. ↑  Diodoro Siculo, Biblioteca storica, XIII, 59-62
21. ↑  Secondo Warmington 1968, cap. IV, i fattori decisivi nella scelta cartaginese di invadere la Sicilia per sottometterla interamente furono il senso di sicurezza prodotto dalle vittorie di Annibale del 409. a.C. e la convinzione che Siracusa fosse troppo indebolita dalle discordie interne fra i partigiani di Ermocrate e Diocle per opporre una forte resistenza all'esercito cartaginese.
22. ↑  120000 uomini per Timeo, 300000 per Eforo, secondo il resoconto di Diodoro Siculo. Sicuramente era superiore ai 35000 soldati che gli opposero i Sicelioti. La flotta era composta da 120 triremi.
23. ↑  Diodoro racconta del sacrificio di un fanciullo.[senza fonte]
24. ↑  Diodoro Siculo, Biblioteca Storica, XIII, 79-114
25. ↑  "Mozia aveva probabilmente l'aspetto di una città italiana del Rinascimento, poiché molti dei suoi edifici erano delle torri di vari piani. Per impedire agli assediati di dominare gli attaccanti dall'alto di queste costruzioni, Dionisio fece erigere delle torri d'assedio di sei piani, e mentre i soldati sulla cima fornivano la copertura, in basso altre squadre attaccavano le mura a colpi d'ariete" (Warmington 1968).
26. ↑  Più di 300000 uomini secondo Eforo, non più di 100000 secondo Timeo; in realtà è probabile che fosse di poco superiore all'armata di Dionisio, forte di circa 30000 uomini.
27. ↑  Mozia non fu mai più ricostruita dai Cartaginesi.
28. ↑  I Siracusani persero circa 100 navi e 20000 uomini. Diodoro Siculo, Biblioteca Storica, XIV, 56-60.
29. ↑  Con il termine italioti si intendono i Greci della penisola italica.
30. ↑  I morti cartaginesi, fra cui lo stesso Magone, furono 10000 e i prigionieri 5000.
31. ↑  Secondo Warmington 1968, cap. IV, questa fu una delle poche battaglie in cui un esercito cartaginese sconfisse in campo aperto un'armata greca di opliti in formazione classica
32. ↑  Cinzia Bearzot cita la battaglia ed il nome del fiume in Manuale di Storia Greca, ed. 2005, pag.191; Domenico Musti in Storia Greca (pag. 559-560) scrive della grave sconfitta a Kronion (presso Terme Selinuntine), ove morì lo stesso Leptine, fratello di Dionisio. Del fiume Halykos odierno Platani troviamo altre fonti attendibili in Storia della città di Sciacca di Ignazio Scaturro, Vol. I, pag.32.
33. ↑  Ce ne parla Plutarco in Dione: 100 galee, 100000 fanti ben addestrati, 10000 cavalieri, arsenali ripieni di armi e macchine da guerra.
34. ↑  Cartagine inviò in aiuto di Iceta il generale Magone con 150 navi e alcune migliaia di soldati, ma l'intero contingente abbandonò Siracusa poco prima dell'arrivo di Timoleonte.
35. ↑  Secondo Warmington 1968, Timoleonte sconfisse con non più di 12000 uomini un esercito punico numericamente superiore, composto da parecchie migliaia di soldati armati con armi pesanti e carri da guerra. Cartagine perse 3000 cittadini, arruolati nella cosiddetta Compagnia Sacra (per Plutarco si trattò della maggior perdita di propri cittadini che Cartagine avesse mai subito in battaglia).
36. ↑  Secondo una suggestiva ipotesi alternativa l'Alico è il fiume Delia o delle Arene ad ovest di Selinunte: in questo caso la battaglia del Crimisso avrebbe portato al guadagno di tutto il territorio selinuntino (la cui città altrimenti sarebbe rimasta nell'area controllata dai Punici)
37. ↑  Città dalla quale venne esiliato lo storico Timeo
38. ↑  Diodoro Siculo nel Libro 19 racconta che proprio in quel luogo Falaride, crudele tiranno agrigentino, tenesse il suo toro bronzeo, che usava per un crudele supplizio degli oppositori; il luogo veniva quindi chiamato "Ecnomon", ovvero scellerato.
39. ↑  San Leonardo presso Lentini
40. ↑  Geraci-Marcone, Storia Romana, Le Monnier, 2004, p. 85.
41. ↑  Diodoro Siculo, Biblioteca Storica, XXII, 10, 2
42. ↑  Episodio simile avvenne ad Entella, città elima occupata dai mercenari campani di Dionisio il vecchio